# Северо-восточный Экс-ан-Прованс
Се́веро-восто́чный Экс-ан-Прова́нс (фр. Aix-en-Provence-Nord-Est) — кантон во Франции, находится в регионе Прованс — Альпы — Лазурный Берег, департамент Буш-дю-Рон. Входит в состав округа Экс-ан-Прованс.
Код INSEE кантона — 1301. Всего в кантон Северо-восточный Экс-ан-Прованс входит 5 коммун, из них главной коммуной является Экс-ан-Прованс.
Население кантона на 2008 год составляло 55 628 человек.

## Коммуны кантона
| Коммуна          | Население, чел. (1999) | Почтовый индекс | Код INSEE |
| ---------------- | ---------------------- | --------------- | --------- |
| Венель           | 7537                   | 13770           | 13113     |
| Вовнарг          | 729                    | 13126           | 13111     |
| Ле-Толоне        | 2267                   | 13100           | 13109     |
| Сен-Марк-Жомгард | 1078                   | 13100           | 13095     |
| Экс-ан-Прованс   | 41 866                 | 13100           | 13001     |